# 포츠빌 (펜실베이니아주)

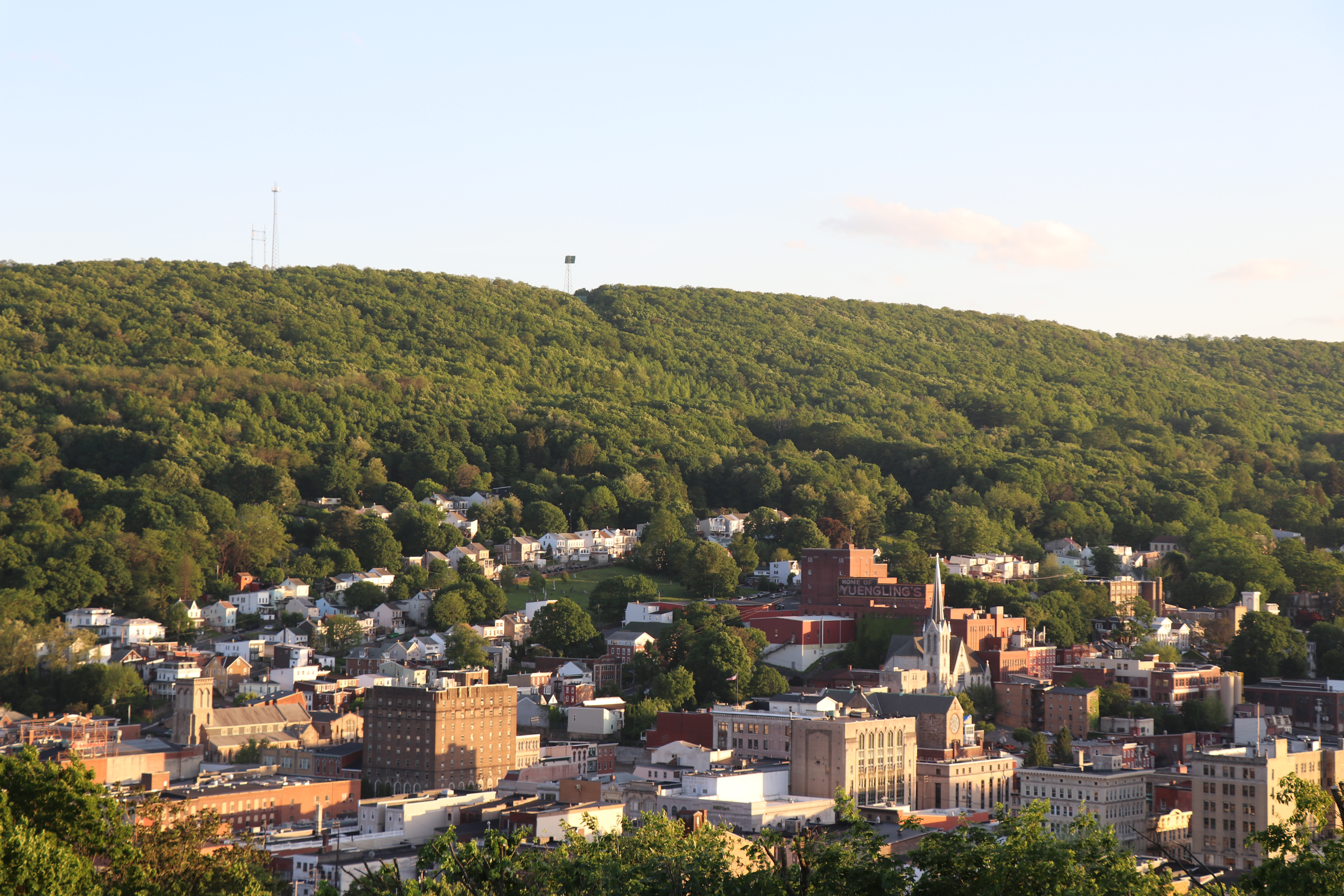

포츠빌(Pottsville)은 미국 펜실베이니아주 스퀼킬군의 군청 소재지이다. 2020년 인구 조사 기준 인구 수는 13,346명이다.
앨런타운 (펜실베이니아주)에서 서쪽으로 76.3킬로미터, 필라델피아에서 북서쪽으로 155.5킬로미터, 뉴욕시티에서 서쪽으로 217킬로미터 지점에 위치해 있다.

## 인구
| 인구조사 | 인구   | Note | %±    |
| -------- | ------ | ---- | ----- |
| 1830년   | 2,464  |      | —     |
| 1840년   | 4,345  |      | 76.3% |
| 1850년   | 7,515  |      | 73.0% |
| 1860년   | 9,444  |      | 25.7% |
| 1870년   | 12,384 |      | 31.1% |
| 1880년   | 13,253 |      | 7.0%  |
| 1890년   | 14,117 |      | 6.5%  |
| 1900년   | 15,710 |      | 11.3% |
| 1910년   | 20,236 |      | 28.8% |
| 1920년   | 21,876 |      | 8.1%  |
| 1930년   | 24,300 |      | 11.1% |
| 1940년   | 24,530 |      | 0.9%  |
| 1950년   | 23,640 |      | −3.6% |
| 1960년   | 21,659 |      | −8.4% |
| 1970년   | 19,715 |      | −9.0% |
| 1980년   | 18,195 |      | −7.7% |
| 1990년   | 16,603 |      | −8.7% |
| 2000년   | 15,549 |      | −6.3% |
| 2010년   | 14,324 |      | −7.9% |
| 2020년   | 13,346 |      | −6.8% |
| 출처:    |        |      |       |